# Obovaria
Obovaria es un género de molusco bivalvo  de la familia Unionidae.

## Especies
Las especies que conforman este género son:
- Obovaria jacksoniana
- Obovaria olivaria
- Obovaria retusa
- Obovaria rotulata
- Obovaria subrotunda
- Obovaria unicolor